# Мукачівський завод «Точприлад»
ПАТ «Мукачівський завод „Точприлад“» — завод у галузі виробництва елементів точної механіки та електронних компонентів. Спеціалізується на наданні послуг, пов'язаних із серійним виробництвом OEM-одиниць, пасивних електричних компонентів та готових товарів широкого споживання. З останнього часу виготовляє сенсорні панелі та поверхні для побутових приладів.

## Історія заводу
Офіційно заснований 29 грудня 1967 року. У радянські часи був філіалом київського «Електронприбору» та виготовляв авіоніку. Вже за рік після заснування завод розпочав серійне виробництво приладів з елементами точної механіки та електронного контролю, бортових систем захисту польотної інформації (самописців або «чорних ящиків»), електронних систем автоконтролю тощо.
У 1990-х роках підприємство виготовляло відеомагнітофони, відеопроектори та CD-приводи на замовлення Philips.
У 2010 році повідомлялося про приватизацію 50 %+1 акцій підприємства. Контрольний пакет акцій на конкурсі придбало київське ЗАТ «Ділові партнери» Костянтина Жеваго за 10,34 млн грн. Ще 34 % акцій на той час контролювалося компанією Dragon Capital Томаша Фіали.
У 2009 році «Точприлад» отримав 69,5 млн грн доходів і 760 тис. грн прибутку. У 2013 році виторг підприємства склав $13,3 млн.

## Сьогодення
На сьогодні завод співпрацює із низкою транснаціональних корпорацій на основі Договору про переробку давальницької сировини. Завод має 3000 співробітників та 320 тис. м² площ. Підприємство сертифіковано відповідно до стандартів ISO 9001:2008, ISO 14001:2004 та ISO / TS16949: 2009.
Серед продукції заводу: малі компоненти для споживчої електроніки та акустичних систем, кабельно-провідникова продукція, високотехнологічні електронні прилади для авіаційної техніки тощо.
Серед клієнтів компанії: американська корпорація Tyco Electronics, голландські NXP Semiconductors і D & M Premium Sound Solutions (колишні підрозділи Philips), корпорація TDK та ін. Акустичні компоненти виробництва «Точприлад» використовуються у автомобілях BMW, Land Rover, Mercedes, Volkswagen, Audi та ін.